# Списак генерала и адмирала Југословенске војске: Д и Ђ
Списак генерала и адмирала Југословенске војске (ЈВ) чије презиме почиње на слова Д и Ђ, за остале генерале и адмирале погледајте Списак генерала и адмирала Југословенске војске.
напомена:
Генералски, односно адмиралски чинови у ЈВ су били — војвода, армијски генерал (адмирал), дивизијски генерал (вицеадмирал) и бригадни генерал (контраадмирал). 

### Д
- Љубомир Дабић (1874—1930), судски бригадни генерал. Активна служба у ВКЈ престала му је 1930.
- Деспот Дамјановић (1883—1944), пешадијски бригадни генерал. Одведен у заробљеништво 1941. године.
- Јеврем Дамјановић (1880—1962), дивизијски генерал. Одведен у заробљеништво 1941. године, после рата није наставио службу.
- Милан Дамјановић (1889—1943), артиљеријски бригадни генерал. Одведен у заробљеништво 1941. године.
- Милосав Дамјановић (1876—1932), дивизијски генерал. Преминуо на дужности.
- Миодраг Дамјановић (1893—1956), генералштабни бригадни генерал. Одведен у заробљеништво 1941. године, после рата није наставио службу.
- Тодор Дамјановић (1882—1936), пешадијски бригадни генерал. Преминуо на дужности.
- Александар Даскаловић (1880—1942), дивизијски генерал. Активна служба у ВКЈ престала му је 1932.
- Ћира Даскаловић (1877—1928), пешадијски бригадни генерал. Активна служба у ВКЈ престала му је 1928. Преведен у резерву.
- Ђорђе Дединац (1891—?), пешадијски бригадни генерал. Одведен у заробљеништво 1941. године.
- Линус Деканева (1884—1953), пешадијски бригадни генерал. Избегао заробљавање 1941. године, после рата није наставио службу.
- Никола Дероко (1880—1942), инжињерско-технички генерал. Активна служба у ВКЈ престала му је 1937.
- Александар Димитријевић (1884—1963), дивизијски генерал. Активна служба у ВКЈ престала му је 1937.
- Владислав Димитријевић (1889—1956), пешадијски бригадни генерал. Одведен у заробљеништво 1941. године, после рата није наставио службу.
- Драгутин Димитријевић (1865—1921), генерал. Преминуо на дужности.
- Илија Димитријевић (1881—1941), пешадијски бригадни генерал. Активна служба у ВКЈ престала му је 1937.
- др Милан Димитријевић (1873—1949), санитетски бригадни генерал. Активна служба у ВКЈ престала му је 1935.
- Миливоје Димитријевић (1878—1947), дивизијски генерал. Активна служба у ВКЈ престала му је 1933. Преведен у резерву. Реактивиран 1941. Одведен у заробљеништво 1941. године, после рата није наставио службу.
- Драгољуб Динић (1881—1966), пешадијски бригадни генерал. Активна служба у ВКЈ престала му је 1937. После рата реактивиран у ЈА са чином генерал-мајор. Поново пензионисан 1946.
- Душан Додић (1884—1955), коњички бригадни генерал. Активна служба у ВКЈ престала му је 1939. Реактивиран 1941. Одведен у заробљеништво 1941. године, после рата није наставио службу.
- Ђуро Докић (1878—1946), армијски генерал. Активна служба у ВКЈ престала му је 1931. Ражалован губитком чина 1941. године.
- Иван Докић (1882—1938), коњички бригадни генерал. Активна служба у ВКЈ престала му је 1936.
- Емил Домаинко (1889—1968), контраадмирал. Није одведен у заробљеништво 1941. године, после рата није наставио службу. Пензионисан 1945.
- Панта Драшкић (1881—1957), пешадијски бригадни генерал. Активна служба у ВКЈ престала му је 1936. Ражалован губитком чина 1941. године због приступања Недићевој влади. Прикључио се ЈВуО и 1943. године, враћен му чин. После рата осуђен је на временску казну.
- Чедомир Дуњић (1881—1952), артиљеријски бригадни генерал. Активна служба у ВКЈ престала му је 1933. Преведен у резерву. Одведен у заробљеништво 1941. године, после рата није наставио службу.

### Ђ
- Драгош Ђелошевић (1884—1935), инжињеријски бригадни генерал. Преминуо на дужности.
- Ђорђе Ђорђевић (1863—1935), дивизијски генерал. Активна служба у ВКЈ престала му је 1921. Преведен у резерву.
- Јосиф Ђорђевић (1880—1953), геодетски бригадни генерал. Одведен у заробљеништво 1941. године, после рата наставио службу у ЈНА са чином генерал-мајор. Пензионисан 1945.
- Коста Ђорђевић (1885—1959), дивизијски генерал. Одведен у заробљеништво 1941. године, после рата није наставио службу. Пензионисан 1945.
- Милан Ђорђевић (1881—1941), артиљеријски бригадни генерал. Активна служба у ВКЈ престала му је 1935.
- Блажо Ђукановић (1883—1943), пешадијски бригадни генерал. Прикључио се ЈВуО. Преминуо на дужности.
- Мило Ђукановић (1879—1942), артиљеријски бригадни генерал. Активна служба у ВКЈ престала му је 1928. Преведен у резерву.
- Пантелија Ђукић (1880—1938), артиљеријски бригадни генерал. Активна служба у ВКЈ престала му је 1937.
- Светомир Ђукић (1882—1960), дивизијски генерал. Активна служба у ВКЈ престала му је 1940. Реактивиран 1941. Прикључио се ЈВуО.
- др Чедомир Ђурђевић (1867—1940), санитетски бригадни генерал. Активна служба у ВКЈ престала му је 1929.
- Гојко Ђурић (1861—?), артиљеријско-технички бригадни генерал. Активна служба у ВКЈ престала му је 1927.